# Rocky Creek (Tallahala Creek)
Der Rocky Creek ist ein Fluss im Jones County im US-Bundesstaat Mississippi. Er entspringt in einem Waldgebiet etwa 200 Meter südlich des U.S. Highway 84 und 100 Meter südwestlich der Huckleberry Road. Er fließt eine kurze Strecke in südwestliche Richtung und schwenkt in Höhe des Jason Drive abrupt nach Süden. Ab der Buffalo Hill Road fließt er in südöstliche Richtung. Anschließend streift der Fluss die südwestliche Grenze von Ellisville. Er mündet etwa 750 Meter westlich der Augusta Road (3 Mile Stretch) in den Tallahala Creek. Das Einzugsgebiet beträgt 136 km².

## Nebenflüsse
Nebenflüsse des Rocky Creeks sind:
- Basie Branch (Links)
- Little Rocky Creek (Rechts)
- 11 namenlose Nebenflüsse